# Andrijaševci
Andrijaševci es un municipio de Croacia en el condado de Vukovar-Sirmia.

## Geografía
Se encuentra a una altitud de 81 m s. n. m. a 258 km de la capital nacional, Zagreb.

## Demografía
En el censo 2011 el total de población del municipio fue de 4 075 habitantes, distribuidos en las siguientes localidades:
- Andrijaševci - 2 046
- Rokovci - 2 029

| Gráfica de población de Andrijaševci 1857-2011                      |
|                                                                     |
| Según los censos de población de la oficina estadística de Croacia. |